# Nephodia viatrix
Nephodia viatrix là một loài bướm đêm trong họ Geometridae.